# Municipio de Otter (Kansas)
El municipio de Otter (en inglés: Otter Township) es un municipio ubicado en el condado de Cowley en el estado estadounidense de Kansas. En el año 2010 tenía una población de 40 habitantes y una densidad poblacional de 0,3 personas por km².

## Geografía
El municipio de Otter se encuentra ubicado en las coordenadas 37°9′33″N 96°32′51″O / 37.15917, -96.54750. Según la Oficina del Censo de los Estados Unidos, el municipio tiene una superficie total de 134.95 km², de la cual 134,09 km² corresponden a tierra firme y (0,64 %) 0,86 km² es agua.

## Demografía
Según el censo de 2010, había 40 personas residiendo en el municipio de Otter. La densidad de población era de 0,3 hab./km². De los 40 habitantes, el municipio de Otter estaba compuesto por el 87,5 % blancos, el 12,5 % eran amerindios. Del total de la población el 2,5 % eran hispanos o latinos de cualquier raza.